# Ulosyneda subtermina
Ulosyneda subtermina là một loài bướm đêm trong họ Noctuidae.